# Lac Cross (Manitoba)
Le lac Cross est un lac au Manitoba au Canada. Il se trouve le long du fleuve Nelson au nord du lac Winnipeg. Il s'étend sur une longueur de 102 km. Le niveau du lac est géré par Manitoba Hydro à son extrémité sud.